# Raúl Alcalá

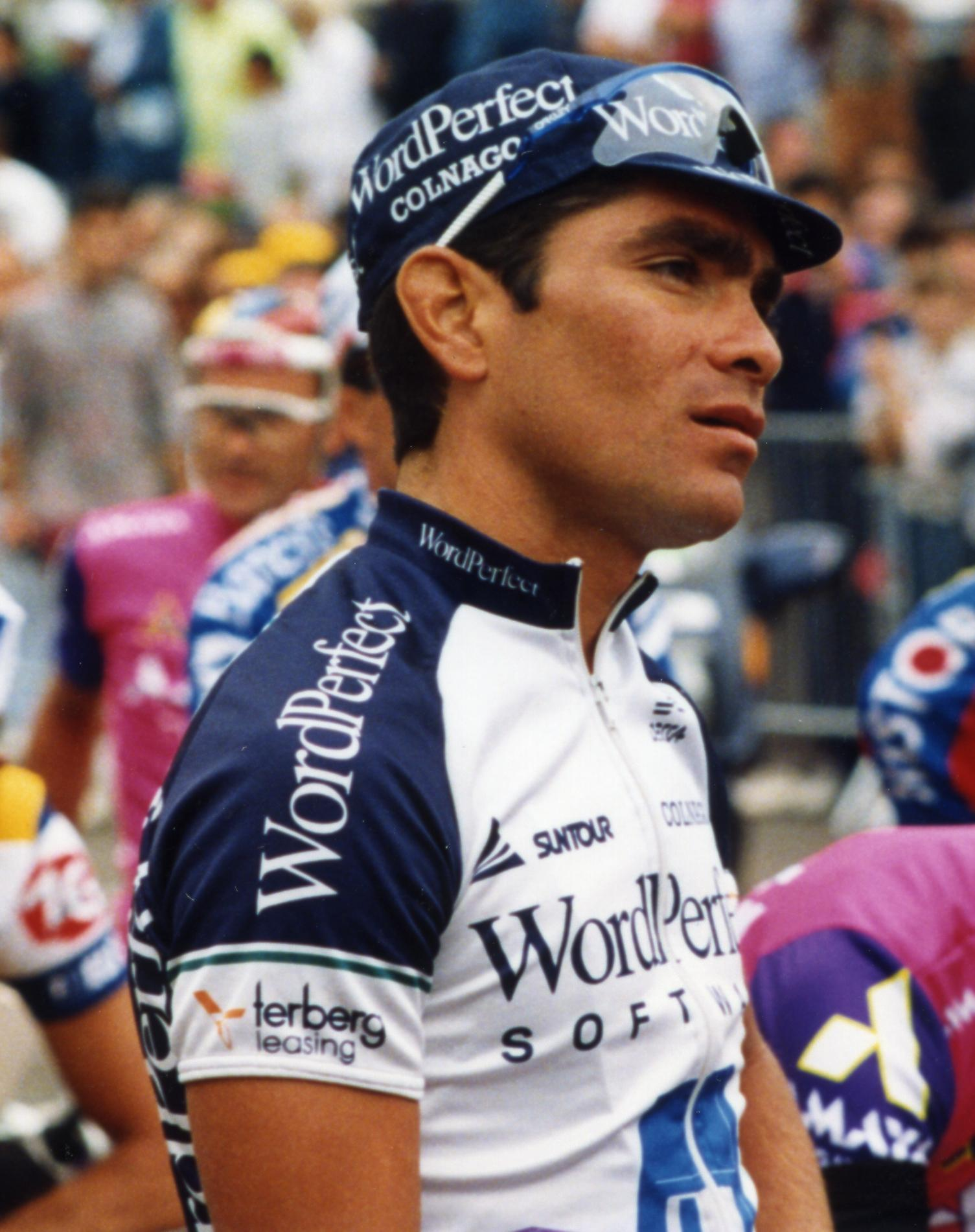
Raúl Alcalá bei der Tour de France 1993

Raúl Alcalá Gallegos (* 3. März 1964 in Monterrey) ist ein ehemaliger mexikanischer Radrennfahrer, der von 1985 bis 1999 sowie von 2008 bis 2010 aktiv war.
Als Amateur gewann er die Goldmedaille bei den Panamerikanischen Spielen 1982 im Mannschaftszeitfahren. Er war Teilnehmer der Olympischen Sommerspiele 1984 in Los Angeles. Im Mannschaftszeitfahren wurde der Vierer aus Mexiko mit Raúl Alcalá, Felipe Enríquez, Guillermo Gutiérrez und Cuauthémoc Muñoz auf dem 17. Rang klassiert.
Im Jahr 1986 war Alcalá der erste mexikanische Radrennfahrer, der an der Tour de France teilnahm. Bei der Tour de France 1987 gewann er das Weiße Trikot des besten Teilnehmers unter 25 Jahren. Sowohl in den Jahren 1989 wie auch 1990 gewann er bei der Frankreichrundfahrt jeweils eine Etappe und belegte im Gesamtklassement den achten Rang. Er repräsentierte sein Heimatland bei den Olympischen Sommerspielen 1984 in Los Angeles, wo er beim Straßenrennen den elften Platz belegte. Im Jahr 2008 kehrte er kurzzeitig in den Profiradsport zurück, um an der Vuelta Chihuahua teilzunehmen. 2010 – im Alter von 46 Jahren – gewann er die nationale Meisterschaft im Einzelzeitfahren.

## Palmarès (Auszug)
1985
3. Platz – Redlands Bicycle Classic
1986
2. Platz – Redlands Bicycle Classic sowie Sieger des Prologs
1987
1. Platz – Coors International Bicycle Classic
9. Platz – Tour de France sowie Gewinner des  weißen Trikots – (Bester Fahrer unter 25 Jahren)
1988
20. Platz – Tour de France
1989
1. Platz – Vuelta Mexico sowie Gewinner der Punktewertung
8. Platz – Tour de France sowie Sieger der 3. Etappe von Luxemburg nach Spa
1990
1. Platz – Vuelta a Asturias
1. Platz – Vuelta Mexico sowie Gewinner der Punktewertung
1. Platz – Tour de Trump sowie Sieger des Prologs und der 8. Etappe von Allentown nach Easton
8. Platz – Tour de France sowie Sieger der 7. Etappe von Vittel nach Épinal
1992
1. Platz – Clásica San Sebastián
2. Platz – Baskenland-Rundfahrt
21. Platz – Tour de France
1993
1. Platz – Tour DuPont
27. Platz – Tour de France
1994
1. Platz – Vuelta Mexico
70. Platz – Tour de France
1999
7. Platz – Vuelta Mexico
2010
 Gewinn der Landesmeisterschaft im Einzelzeitfahren

### Gesamtplatzierungen bei den drei großen Rundfahrten
| Rundfahrt       | 1986 | 1987 | 1988 | 1989 | 1990 | 1991 | 1992 | 1993 | 1994 |
| --------------- | ---- | ---- | ---- | ---- | ---- | ---- | ---- | ---- | ---- |
| Giro d’Italia   | –    | –    | 14   | –    | –    | –    | –    | –    | A    |
| Tour de France  | 114  | 9    | 20   | 8    | 8    | A    | 21   | 27   | 70   |
| Vuelta a España | –    | –    | –    | –    | –    | 7    | 8    | –    | –    |

A = Aufgabe